# Diocesi di Motherwell
La diocesi di Motherwell (in latino Dioecesis Matrisfontis) è una sede della Chiesa cattolica in Scozia suffraganea dell'arcidiocesi di Glasgow. Nel 2021 contava 163.000 battezzati su 651.650 abitanti. È retta dal vescovo Joseph Anthony Toal.

## Territorio
La diocesi comprende i suburbi di Glasgow di Easterhouse (solo 2 parrocchie), Baillieston, Craigend e Garthamlock; l'intero Lanarkshire Meridionale e parte del Lanarkshire Settentrionale.
Sede vescovile è la città di Motherwell, dove si trova la cattedrale di Nostra Signora del Buon Soccorso.
Il territorio è suddiviso in 60 parrocchie.

## Storia
La diocesi è stata eretta il 25 maggio 1947 con la bolla Maxime interest di papa Pio XII, ricavandone il territorio dall'arcidiocesi di Glasgow.
L'8 novembre 1952 con la bolla Qui summi dello stesso papa Pio XII è stato istituito il capitolo cattedrale.

## Cronotassi dei vescovi
Si omettono i periodi di sede vacante non superiori ai 2 anni o non storicamente accertati.
- Edward Wilson Douglas † (7 febbraio 1948 - 9 febbraio 1954 dimesso[1])
- James Donald Scanlan † (23 maggio 1955 - 29 gennaio 1964 nominato arcivescovo di Glasgow)
- Francis Alexander Spalding Warden Thomson † (8 dicembre 1964 - 14 dicembre 1982 ritirato)
- Joseph Devine † (13 maggio 1983 - 31 maggio 2013 ritirato)
- Joseph Anthony Toal, dal 29 aprile 2014

## Statistiche
La diocesi nel 2021 su una popolazione di 651.650 persone contava 163.000 battezzati, corrispondenti al 25,0% del totale.
| anno | popolazione | popolazione | popolazione | presbiteri | presbiteri | presbiteri | presbiteri                | diaconi | religiosi | religiosi | parrocchie |
| anno | battezzati  | totale      | %           | numero     | secolari   | regolari   | battezzati per presbitero | diaconi | uomini    | donne     | parrocchie |
| ---- | ----------- | ----------- | ----------- | ---------- | ---------- | ---------- | ------------------------- | ------- | --------- | --------- | ---------- |
| 1950 | 130.655     | 509.600     | 25,6        | 146        | 122        | 24         | 894                       |         | 22        | 77        | 57         |
| 1970 | 172.740     | 595.140     | 29,0        | 193        | 170        | 23         | 895                       |         | 27        | 102       | 67         |
| 1980 | 189.000     | 650.000     | 29,1        | 170        | 140        | 30         | 1.111                     |         | 36        | 99        | 74         |
| 1990 | 175.000     | 640.000     | 27,3        | 164        | 133        | 31         | 1.067                     | 2       | 39        | 103       | 74         |
| 1999 | 165.891     | 633.000     | 26,2        | 141        | 115        | 26         | 1.176                     | 1       | 34        | 101       | 73         |
| 2000 | 163.221     | 633.000     | 25,8        | 137        | 113        | 24         | 1.191                     | 3       | 30        | 104       | 73         |
| 2001 | 163.180     | 633.000     | 25,8        | 135        | 109        | 26         | 1.208                     | 3       | 32        | 100       | 73         |
| 2002 | 164.457     | 633.000     | 26,0        | 133        | 108        | 25         | 1.236                     | 4       | 32        | 88        | 74         |
| 2003 | 164.477     | 633.000     | 26,0        | 123        | 102        | 21         | 1.337                     | 3       | 27        | 83        | 74         |
| 2004 | 165.100     | 633.000     | 26,1        | 123        | 101        | 22         | 1.342                     | 3       | 27        | 77        | 74         |
| 2013 | 164.586     | 703.000     | 23,4        | 102        | 87         | 15         | 1.613                     | 13      | 20        | 55        | 74         |
| 2016 | 162.331     | 712.100     | 22,8        | 95         | 78         | 17         | 1.708                     | 13      | 22        | 54        | 73         |
| 2019 | 164.000     | 720.000     | 22,8        | 92         | 79         | 13         | 1.782                     | 13      | 15        | 44        | 64         |
| 2021 | 163.000     | 651.650     | 25,0        | 79         | 79         |            | 2.063                     | 16      | 2         | 44        | 60         |